# Без різких рухів
«Без різких рухів» (англ. No Sudden Move) — американський кримінальний трилер 2021 року режисера Стівена Содерберга, продюсера Кейсі Сільвера та сценариста Еда Соломона. У фільмі зіграли Дон Чідл, Бенісіо дель Торо, Девід Гарбор, Джон Хемм, Емі Сейметц, Брендан Фрейзер, Кіран Калкін, Ноа Джуп, Джулія Фокс, Френкі Шоу, Рей Ліотта та Білл Дюк.

## Синопсис
Група злочинців збирається за загадкових обставин, і їм доведеться працювати разом, щоб з'ясувати, що сталося, коли проста справа несподівано пішла шкереберть.

## Акторський склад
| Актор             | Роль                 |
| ----------------- | -------------------- |
| Дон Чідл          | Курт Ґойнс           |
| Бенісіо дель Торо | Рональд Руссо        |
| Девід Гарбор      | Метт Вертц           |
| Емі Сейметц       | Мері Вертц           |
| Рей Ліотта        | Френк Капеллі        |
| Джон Хемм         | Джо Фінні            |
| Брендан Фрейзер   | Даг Джонс            |
| Кіран Калкін      | Чарлі                |
| Ноа Джуп          | Метью Вертц-молодший |
| Крейг Ґрант       | Джиммі               |
| Джулія Фокс       | Ванесса Капеллі      |
| Френкі Шоу        | Паула Коул           |
| Білл Дюк          | Олдрік Воткінс       |
| Метт Деймон       | Майк Лоуен (камео)   |

## Виробництво
У листопаді 2019 року було оголошено, що Стівен Содерберг стане режисером фільму з робочою назвою «Вимикач смерті» (англ. Kill Switch), а Джош Бролін, Дон Чідл, Себастьян Стен і Джон Сіна розглядалися на головні ролі. У березні 2020 року Джон Хемм і Седрік Кайлс почали переговори, а Бролін відмовився від участі. У травні 2020 року оголосили про затвердження Чідла, Стена і Хемма, а також про приєднання до акторського складу Бенісіо дель Торо, Рея Ліотти, Емі Сейметц, Френкі Шоу і Джорджа Клуні.
Зйомки мали розпочатися 1 квітня 2020 року, але були відкладені через пандемію COVID-19. Содерберг заявив, що сподівається відновити зйомки у вересні. Фільм було перейменовано на «Без різких рухів», зйомки розпочалися в Детройті 28 вересня, до акторського складу приєдналися Девід Гарбор, Брендан Фрейзер, Кіран Калкін, Ноа Джуп, Білл Дюк і Джулія Фокс, тоді як Себастьян Стен, Джон Сіна і Джордж Клуні покинули проєкт через затримки у виробництві. У жовтні до акторського складу долучився Метт Деймон, який зіграв епізодичну роль. Зйомки фільму закінчилися 12 листопада.
Фільм було знято на камери Red Digital Cinema Monstro та анаморфні об'єктиви Kowa.

## Випуск та відгуки
Світова прем'єра фільму відбулася на кінофестивалі Трайбека 18 червня 2021 року. На HBO Max фільм вийшов 1 липня 2021 року. За даними Samba TV, за перші чотири дні його подивилися 567 000 домогосподарств.
На сайті агрегатора рецензій Rotten Tomatoes фільм отримав 92% схвальних відгуків на основі 140 рецензій із середньою оцінкою 7,8/10. Консенсус критиків сайту звучить так: «Незважаючи на те, що фільм не може зрівнятися з його кращими кримінальними роботами, “Без різких рухів” показує, що Содерберг працює на знайомому розважальному ґрунті та максимально використовує чудовий акторський склад». За даними Metacritic, який виставив середньозважену оцінку 76 зі 100 на основі відгуків 38 критиків, фільм отримав «загалом схвальні відгуки».